# Asian Open 1992
L'Asian Open 1992 è stato un torneo di tennis giocato sul sintetico indoor. È stata la 1ª edizione del torneo, che fa parte della categoria Tier III nell'ambito del WTA Tour 1992. Si è giocato all'Amagasaki Memorial Sports Centre di Osaka in Giappone dal 3 al 9 febbraio 1992.

## Campionesse

### Singolare
Helena Suková ha battuto in finale  Laura Gildemeister con il punteggio di 6–2, 4–6, 6–1

### Doppio
Rennae Stubbs /  Helena Suková hanno battuto in finale  Sandy Collins /  Rachel McQuillan con il punteggio di 3–6, 6–4, 7–5